# Atletica leggera ai Giochi della XIV Olimpiade - 400 metri ostacoli
La competizione dei 400 metri ostacoli di atletica leggera ai Giochi della XIV Olimpiade si è disputata nei giorni 30 e 31 luglio 1948 allo Stadio di Wembley a Londra.

## L'eccellenza mondiale
| Campione europeo 1946   | 52"2 | Bertel Storskrubb | Presente |
| Vincitore selezioni USA | 51”7 | Roy Cochran       | Presente |

## Risultati

### Turni eliminatori
| 6 Batterie   | 30 luglio | 25 partenti   | Si qualificano i primi 2. |
| 2 Semifinali | 30 luglio | 6 + 6         | Si qualificano i primi 3. |
| Finale       | 31 luglio | 6 concorrenti |                           |

Tutti i migliori si qualificano per le semifinali.

Carl Rune Larsson vince la prima semifinale in 51"9, eguagliando il record olimpico di Glenn Hardin del lontano 1932. Roy Cochran, il favorito, si aggiudica la seconda con lo stesso tempo. Ottavio Missoni giunge terzo ed ottiene un'insperata qualificazione per la finale.

### Batterie
| Pos. | Atleta               | Nazione     | Tempo |
| ---- | -------------------- | ----------- | ----- |
| 1    | Roy Cochran          | Stati Uniti | 53"9  |
| 2    | Jacques André        | Francia     | 54"5  |
| 3    | Hermenegildo Alberti | Argentina   | 54"6  |
| 4    | Jaime Aparicio       | Colombia    | 55"1  |

| Pos. | Atleta                | Nazione       | Tempo |
| ---- | --------------------- | ------------- | ----- |
| 1    | Harry Whittle         | Gran Bretagna | 56"9  |
| 2    | Jean-Claude Arifon    | Francia       | 56"9  |
| 3    | Lazaros Petropoulakis | Grecia        | 57"9  |
| 4    | Mohsin Nazar Khan     | Pakistan      | 59"5  |

| Pos. | Atleta                | Nazione       | Tempo |
| ---- | --------------------- | ------------- | ----- |
| 1    | John Holland          | Nuova Zelanda | 54"6  |
| 2    | Alf Bertel Storskrubb | Finlandia     | 54"6  |
| 3    | Kemal Horulu          | Turchia       | 55"1  |
| 4    | Michael Pope          | Gran Bretagna | 55"3  |

| Pos. | Atleta            | Nazione       | Tempo |
| ---- | ----------------- | ------------- | ----- |
| 1    | Ottavio Missoni   | Italia        | 53"9  |
| 2    | Carl Rune Larsson | Svezia        | 54"5  |
| 3    | Ronald Unsworth   | Gran Bretagna | 55"1  |
| 4    | Sergio Guzmán     | Cile          | 55"9  |
| 5    | Mario Rosas       | Colombia      | 55"9  |

| Pos. | Atleta           | Nazione            | Tempo |
| ---- | ---------------- | ------------------ | ----- |
| 1    | Richard Ault     | Stati Uniti        | 54"7  |
| 2    | Yves Cros        | Francia            | 55"7  |
| 3    | Werner Christen  | Svizzera           | 56"7  |
| 4    | Huang Liangzheng | Repubblica di Cina | 57"7  |

| Pos. | Atleta             | Nazione     | Tempo |
| ---- | ------------------ | ----------- | ----- |
| 1    | Duncan White       | Ceylon      | 53"6  |
| 2    | Jeffrey Kirk       | Stati Uniti | 54"3  |
| 3    | Alf Westman        | Svezia      | 54"5  |
| 4    | William LaRochelle | Canada      | 54"9  |

### Semifinali
| Pos. | Atleta             | Nazione     | Tempo |
| ---- | ------------------ | ----------- | ----- |
| 1    | Carl Rune Larsson  | Svezia      | 51"9  |
| 2    | Richard Ault       | Stati Uniti | 52"1  |
| 3    | Duncan White       | Ceylon      | 52"1  |
| 4    | Jean-Claude Arifon | Francia     | 52"3  |
| 5    | Jeffrey Kirk       | Stati Uniti | 52"5  |
| 6    | Jacques André      | Francia     | 56"3  |

| Pos. | Atleta                | Nazione       | Tempo |
| ---- | --------------------- | ------------- | ----- |
| 1    | Roy Cochran           | Stati Uniti   | 51"9  |
| 2    | Yves Cros             | Francia       | 52"5  |
| 3    | Ottavio Missoni       | Italia        | 53"4  |
| 4    | Harry Whittle         | Gran Bretagna | 53"4  |
| 5    | Alf Bertel Storskrubb | Finlandia     | 53"5  |
| 6    | John Holland          | Nuova Zelanda | 53"9  |

### Finale
Il britannico White (che corre per il neo indipendente Sri Lanka) si lancia ad un ritmo da record, ma a metà gara è raggiunto dall'americano Cochran, che sul rettilineo finale aumenta il suo vantaggio fino a staccarlo di 7 decimi. Stabilisce il proprio primato personale, che gli vale anche come record olimpico.

Ottavio Missoni giunge sesto in 54"0.
| Pos.    | Corsia | Atleta            | Età | Nazione     | Tempo |
| ------- | ------ | ----------------- | --- | ----------- | ----- |
| Oro     | 4      | Roy Cochran       | 29  | Stati Uniti | 51"1  |
| Argento | 6      | Duncan White      | 30  | Ceylon      | 51"8  |
| Bronzo  | 7      | Carl Rune Larsson | 24  | Svezia      | 52"2  |
| 4       | 5      | Richard Ault      | 22  | Stati Uniti | 52"4  |
| 5       | 2      | Yves Cros         | 24  | Francia     | 53"3  |
| 6       | 3      | Ottavio Missoni   | 27  | Italia      | 54"0  |